# Polyrhachis excellens
Polyrhachis excellens é uma espécie de formiga do gênero Polyrhachis, pertencente à subfamília Formicinae.